# Peliococcus stellarocheae
Peliococcus stellarocheae är en insektsart som beskrevs av Goux 1990. Peliococcus stellarocheae ingår i släktet Peliococcus och familjen ullsköldlöss.
Artens utbredningsområde är Frankrike. Inga underarter finns listade i Catalogue of Life.